# Peter Jonas (Eiskunstläufer)
Peter Jonas (* 18. Juni 1941 in Wien) ist ein ehemaliger österreichischer Eiskunstläufer und Eiskunstlauftrainer.
Der vierfache österreichische Meister nahm im Zeitraum von 1957 bis 1965 an neun Europameisterschaften, sechs Weltmeisterschaften und zwei Olympischen Spielen teil.
Sein größter Erfolg als Einzelläufer war der Gewinn der Bronzemedaille bei der Europameisterschaft 1965 in Moskau. Sein bestes Ergebnis bei Weltmeisterschaften war der sechste Platz 1963 in Cortina d’Ampezzo und seine beste Platzierung bei Olympischen Spielen der siebte Platz 1964 in Innsbruck.
Nach seiner aktiven Laufbahn arbeitete Jonas als Trainer vorwiegend in Dortmund, Oberstdorf und Wien. Bekannte von ihm betreute deutsche Sportler waren Patricia Neske, Simone Lang, Astrid Hochstetter, Sarah Jentgens und Tanja Szewczenko.

## Ergebnisse
| Wettbewerb / Jahr               | 1957 | 1958 | 1959 | 1960 | 1961 | 1962 | 1963 | 1964 | 1965 |
| ------------------------------- | ---- | ---- | ---- | ---- | ---- | ---- | ---- | ---- | ---- |
| Olympische Winterspiele         |      |      |      | 13.  |      |      |      | 7.   |      |
| Weltmeisterschaften             |      | 16.  |      | 10.  |      | 9.   | 6.   | 7.   | 8.   |
| Europameisterschaften           | 13.  | 9.   | 7.   | 6.   | 4.   | 4.   | 4.   | 5.   | 3.   |
| Österreichische Meisterschaften |      |      |      |      | 1.   | 1.   | 1.   | 1.   |      |